# Episodi de Le avventure di Bernie
La prima stagione de Le avventure di Bernie è andato in onda su K2 dal 3 al 14 ottobre 2022. In Italia conta 10 episodi della durata di 9 minuti ciascuno.
I titoli degli episodi sono trascritti come compaiono in TV.
| N° | N° | Titolo originale         | Titolo tradotto in Italiano     | Titolo utilizzato negli episodi italiani | Prima TV Italia | Anteprima Web Italia Discovery+ |
| -- | -- | ------------------------ | ------------------------------- | ---------------------------------------- | --------------- | ------------------------------- |
| 1  | 1  | Voyage imprévu           | Un viaggio inaspettato          | An Unexpected Journey                    | 3 ottobre 2022  | 3 ottobre 2022                  |
| 2  | 1  | C'est mon bouton !       | Il mio pulsante                 | That's my Button!                        | 3 ottobre 2022  | 3 ottobre 2022                  |
| 3  | 1  | Le parc des distractions | Il parco divertimenti           | The Amusement Park                       | 3 ottobre 2022  | 3 ottobre 2022                  |
| 4  | 2  | Au fond du trou !        | Giù nel canyon                  | Down in the Canyon                       | 4 ottobre 2022  | 3 ottobre 2022                  |
| 5  | 2  | Le Roi Bernie            | Re Bernie                       | King Bernie                              | 4 ottobre 2022  | 3 ottobre 2022                  |
| 6  | 2  | Le Poisson Clown         | Il pesce pagliaccio             | The Clownfish                            | 4 ottobre 2022  | 3 ottobre 2022                  |
| 7  | 3  | Problème de voisinage    | Problema tra vicini             | Neighbor Trouble                         | 5 ottobre 2022  | 3 ottobre 2022                  |
| 8  | 3  | Pleure pas bébé !        | Non piangere piccolo!           | Don't Cry Baby!                          | 5 ottobre 2022  | 3 ottobre 2022                  |
| 9  | 3  | Joyeux Noël Nora !       | Buon Natale Nora!               | Merry Christmas Nora!                    | 5 ottobre 2022  | 3 ottobre 2022                  |
| 10 | 4  | Talentueux Bernie        | Bernie’S Got Talent             | Bernie's got talent                      | 6 ottobre 2022  | 3 ottobre 2022                  |
| 11 | 4  | Tu peux me déposer ?     | Puoi darmi un passaggio?        | Can you drop me off?                     | 6 ottobre 2022  | 3 ottobre 2022                  |
| 12 | 4  | Un ventilateur pour deux | La battaglia per il ventilatore | The fan battle                           | 6 ottobre 2022  | 3 ottobre 2022                  |
| 13 | 5  | L'élastique de Markus    | L'elastico di Markus            | Markus' rubber band                      | 7 ottobre 2022  | 3 ottobre 2022                  |
| 14 | 5  | Nora à la rescousse      | Nora in soccorso                | Nora to the rescue                       | 7 ottobre 2022  | 3 ottobre 2022                  |
| 15 | 5  | Trouille de citrouille   | Una zucca spaventosa            | Scary Pumpkin                            | 7 ottobre 2022  | 3 ottobre 2022                  |
| 16 | 6  | Le voleur de coquilles   | Il ladro di conchiglie          | The Shell Thief                          | 10 ottobre 2022 | 3 ottobre 2022                  |
| 17 | 6  | L'algue géante           | L'alga gigante                  | The Giant Seaweed                        | 10 ottobre 2022 | 3 ottobre 2022                  |
| 18 | 6  | Dompteur de poisson      | Il domatore di pesci            | The fish tamer                           | 10 ottobre 2022 | 3 ottobre 2022                  |
| 19 | 7  | Il faut soigner Nora     | L'infermiera Nora               | Nursing Nora                             | 11 ottobre 2022 | 3 ottobre 2022                  |
| 20 | 7  | Livraison Express        | Consegna Express                | Express Delivery                         | 11 ottobre 2022 | 3 ottobre 2022                  |
| 21 | 7  | Les apprentis bricolos   | Tuttofare all'opera             | Handymen in the making                   | 11 ottobre 2022 | 3 ottobre 2022                  |
| 22 | 8  | Lance-Bernie             | Bernie e la fionda              | Slingshot Bernie                         | 12 ottobre 2022 | 3 ottobre 2022                  |
| 23 | 8  | Bouteilles d’amour       | L'amore in una bottiglia        | Love in a bottle                         | 12 ottobre 2022 | 3 ottobre 2022                  |
| 24 | 8  | L'hippocampe sauvage     | Cavalluccio marino selvaggio    | Wild Seahorse                            | 12 ottobre 2022 | 3 ottobre 2022                  |
| 25 | 9  | SOS réparations          | Bernie hotline                  | The Bernie Hotline                       | 13 ottobre 2022 | 3 ottobre 2022                  |
| 26 | 9  | Sourire d'Enfer          | Sorriso incantevole             | Killer Smile                             | 13 ottobre 2022 | 3 ottobre 2022                  |
| 27 | 9  | Un amour de méduse       | Medusa innamorata               | Jellyfish in love                        | 13 ottobre 2022 | 3 ottobre 2022                  |
| 28 | 10 | La bataille Narval       | La battaglia del Narvalo        | The Narwhal Battle                       | 14 ottobre 2022 | 3 ottobre 2022                  |
| 29 | 10 | La chasse à la méduse    | La caccia alle meduse           | Jellyfish Chase                          | 14 ottobre 2022 | 3 ottobre 2022                  |
| 30 | 10 | Le marathon de Bernie    | La gara di Bernie               | Bernie's Race                            | 14 ottobre 2022 | 3 ottobre 2022                  |